# Божиковцы
Бо́жиковцы (укр. Божиківці) — село в Деражнянском районе Хмельницкой области Украины.
Население по переписи 2001 года составляло 1006 человек. Почтовый индекс — 32262. Телефонный код — 3856. Занимает площадь 3,355 км². Код КОАТУУ — 6821580801.

## Местный совет
32262, Хмельницкая обл., Деражнянский р-н, с. Божиковцы, ул. Седзюка, 19

## Известные жители
- Борис Степанович Олейник (1934—1999) — украинский государственный деятель. Родился в селе.